# Моран, Анаис
Анаис Моран (фр. Anaïs Morand; род. 10 марта 1993 года в Агле, Швейцария) — швейцарская фигуристка, выступающая в парном и одиночном катании. В паре с Антуаном Дорса она — трёхкратная чемпионка Швейцарии, а также двукратная чемпионка Швейцарии в паре с Тимоти Лееманном.

## Карьера
С Антуаном Дорса Анаис выступала в паре около 4 лет. Они три раза подряд выигрывали национальный чемпионат своей страны. В 2008 году пара переехала в Германию для работы у Инго Штойера. 
На турнире «Nebelhorn Trophy» в сентябре 2009 года они заняли 5-е место и завоевали для Швейцарии одну путёвку в парном катании на Олимпиаду-2010. На чемпионате Европы 2010 года вошли в десятку — заняли 8-е место. На Олимпийских играх были 15-ми, а на последовавшем чемпионате мира — 13-ми. Считались весьма перспективной парой. Однако, по окончании сезона, Антуан заявил о желании закончить любительскую спортивную карьеру.
Анаис решила продолжить выступления. Первоначально было объявлено, что новым партнером Анаис станет эстонский фигурист Илья Глебов. Выступать эта пара была намерена за Швейцарию, однако правилами Международного союза конькобежцев на случай перехода спортсменов под флаги других государств предусмотрен годичный «карантин». Поэтому Глебов решил воспользоваться вынужденным перерывом и пойти служить в армию, а Анаис попробовала себя в качестве одиночницы. Позже, оставаясь в одиночном катании Моран решила не прерывать карьеру парницы и её новым партнёром стал Тимоти Лееманн. С ним она выиграла чемпионат Швейцарии 2011 года (были единственными участниками), но на чемпионат Европы не попали, так как не имели необходимого по правилам ИСУ «технического минимума». Заработав этот минимум на турнире «Bavarian Open» и завоевав там серебряные медали, Анаис И Тимоти приняли участие в чемпионате мира среди юниоров, где заняли 12-е место. На чемпионате Швейцарии 2012 Анаис и Тимоти снова были единственной парой и стали чемпионами страны второй раз в карьере. После двух соревновательных сезонов в июле 2012 года пара распалась, т.к. партнёр принял решение завершить карьеру.

## Спортивные достижения

### Результаты в парном катании
(с Т.Лееманном)
| Соревнования                          | 2010—2011 | 2011—2012 |
| ------------------------------------- | --------- | --------- |
| Чемпионаты мира                       |           | 18        |
| Чемпионаты Европы                     |           | 14        |
| Чемпионаты мира среди юниоров         | 12        |           |
| Чемпионаты Швейцарии                  | 1         | 1         |
| Этапы Гран-при среди юниоров, Австрия |           | 13        |
| Bavarian Open Figure Skating          | 2J.       |           |

J = юниорский уровень
(с А.Дорса)
| Соревнования                              | 2005—2006 | 2006—2007 | 2007—2008 | 2008—2009 | 2009—2010 |
| ----------------------------------------- | --------- | --------- | --------- | --------- | --------- |
| Зимние Олимпийские игры                   |           |           |           |           | 15        |
| Чемпионаты мира                           |           |           |           | 14        | 13        |
| Чемпионаты Европы                         |           |           |           | 12        | 8         |
| Чемпионаты мира среди юниоров             |           | 11        | 12        | 10        |           |
| Чемпионаты Швейцарии                      |           | 1J.       | 1         | 1         | 1         |
| Nebelhorn Trophy                          |           |           |           |           | 5         |
| Этапы юниорского Гран-при, Германия       |           |           |           |           | 4         |
| Этапы юниорского Гран-при, США            |           |           |           |           | 6         |
| Этапы юниорского Гран-при, Белоруссия     |           |           |           | 6         |           |
| Этапы юниорского Гран-при, Чехия          |           | 10        |           | 8         |           |
| Этапы юниорского Гран-при, Великобритания |           |           | 14        |           |           |
| Этапы юниорского Гран-при, Эстония        |           |           | 15        |           |           |
| Этапы юниорского Гран-при, Норвегия       |           | 9         |           |           |           |
| Warsaw Cup                                | 1N.       |           |           |           |           |

- N = уровень «новички»; J = юниорский уровень

### Результаты в одиночном катании
| Соревнования                       | 2010—2011 |
| ---------------------------------- | --------- |
| Этапы юниорского Гран-при, Австрия | 25        |